# Newportia
Newportia är ett släkte av mångfotingar. Newportia ingår i familjen Scolopocryptopidae.

## Dottertaxa tillNewportia, i alfabetisk ordning[1]
- Newportia adisi
- Newportia albana
- Newportia amazonica
- Newportia andina
- Newportia atoyaca
- Newportia aureana
- Newportia autanensis
- Newportia avilensis
- Newportia azteca
- Newportia bauxita
- Newportia bielawaskii
- Newportia brevipes
- Newportia brevisegmentata
- Newportia cerrocopeyensis
- Newportia cubana
- Newportia dentata
- Newportia diagramma
- Newportia divergens
- Newportia ernsti
- Newportia fuhrmanni
- Newportia guaiquinimensis
- Newportia heteropoda
- Newportia ignorata
- Newportia inflata
- Newportia isleanae
- Newportia lasia
- Newportia lata
- Newportia leptotarsis
- Newportia longitarsis
- Newportia maxima
- Newportia mexicana
- Newportia monticola
- Newportia morela
- Newportia mosquei
- Newportia oligopla
- Newportia oreina
- Newportia paraensis
- Newportia patavina
- Newportia pelaezi
- Newportia phoretha
- Newportia pijiguaoensis
- Newportia pilosa
- Newportia prima
- Newportia pusilla
- Newportia sabina
- Newportia sargenti
- Newportia simoni
- Newportia spinipes
- Newportia stolli
- Newportia tachirensis
- Newportia tepuiana
- Newportia tetraspinae
- Newportia troglobia
- Newportia unguifer
- Newportia weyrauchi